# Союз художников Армении
Союз художников Армении — общественно-творческая организация, объединяющая армянских художников, скульпторов и искусствоведов Армении. Она насчитывает около 1200 членов.

## История
Союз был основан 10 ноября 1932 г.
Первый съезд состоялся в 1945 году. 1945—2013 гг. состоялось 18 съездов. 18-й съезд состоялся в 2013 году. Карен Агамян в третий раз был избран председателем организации подавляющим большинством голосов 16 декабря 2006 г. В 2018 году на 19-м съезде Ереванского Дома кино Сурен Сафарян был избран президентом Союза художников Армении.

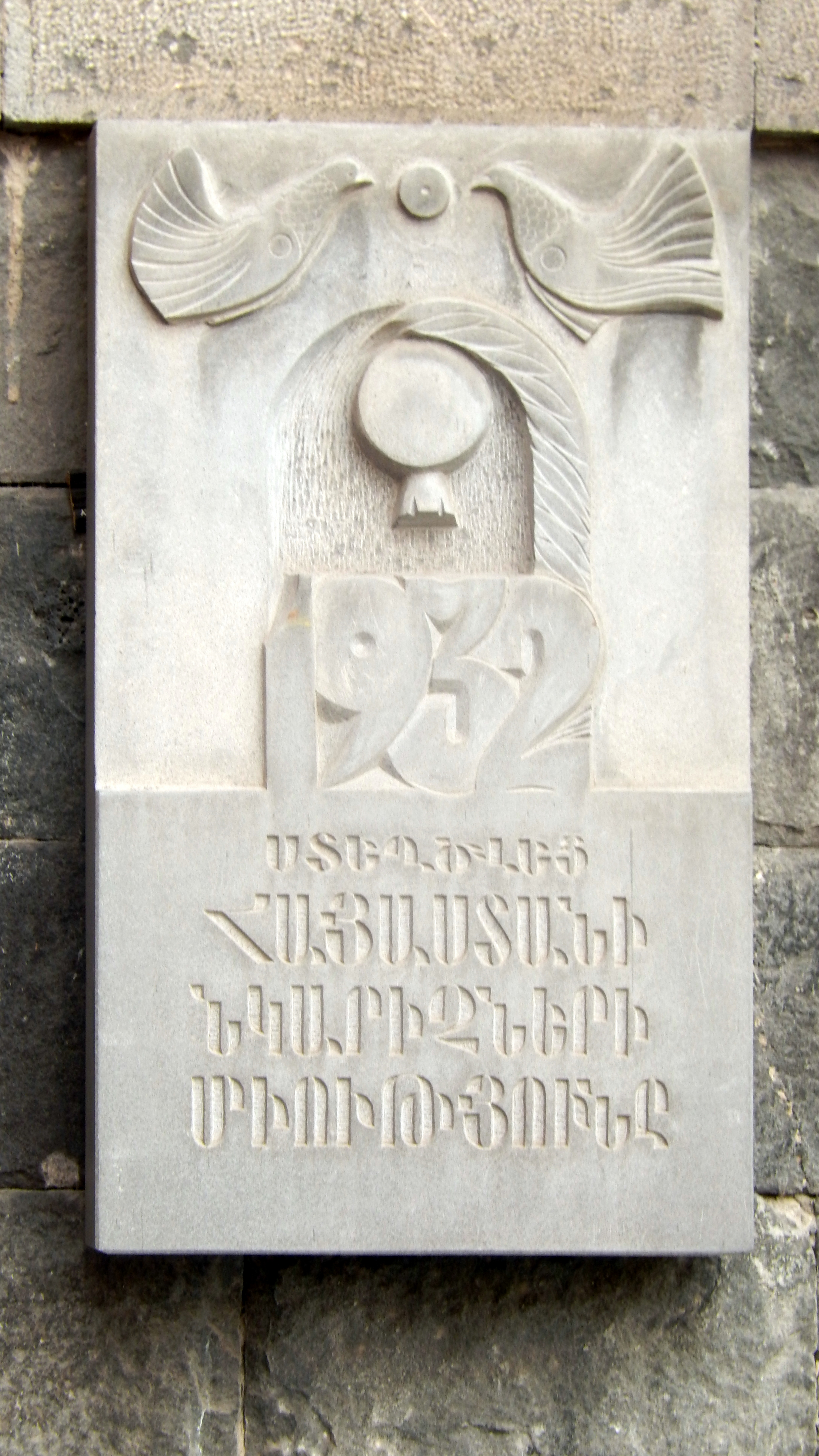
Афиша Союза художников Армении

## Мероприятия
Одной из основных задач союза является поддержка армянских художников, скульпторов и искусствоведов в создании качественных произведений, содействие профессионализму его членов, расширение их международных связей, популяризация созданных произведений, открытие выставок, организовывать и финансировать свою деятельность. Союз организует индивидуальные и групповые выставки, национальные и международные фестивали, издает каталоги художников. В союзе проводятся лекции, встречи с художниками и деятелями культуры, отмечаются юбилейные даты.
После обретения Арменией независимости расширились международные связи союза, группы художников, организация персональных выставок за рубежом. На средства, вырученные от продажи произведений Жансема, Эдгара Шахина и Гарзу, в Париже была куплена организованная во Франции в 1994 году выставка «Армянские художники», открыта мастерская, где армянским художникам была предоставлена возможность работать и выставляться на два месяца.
Союз в 2003 году издает журнал «Изобразительное искусство», учредителем и редактором которого является Вреж Аракелян.

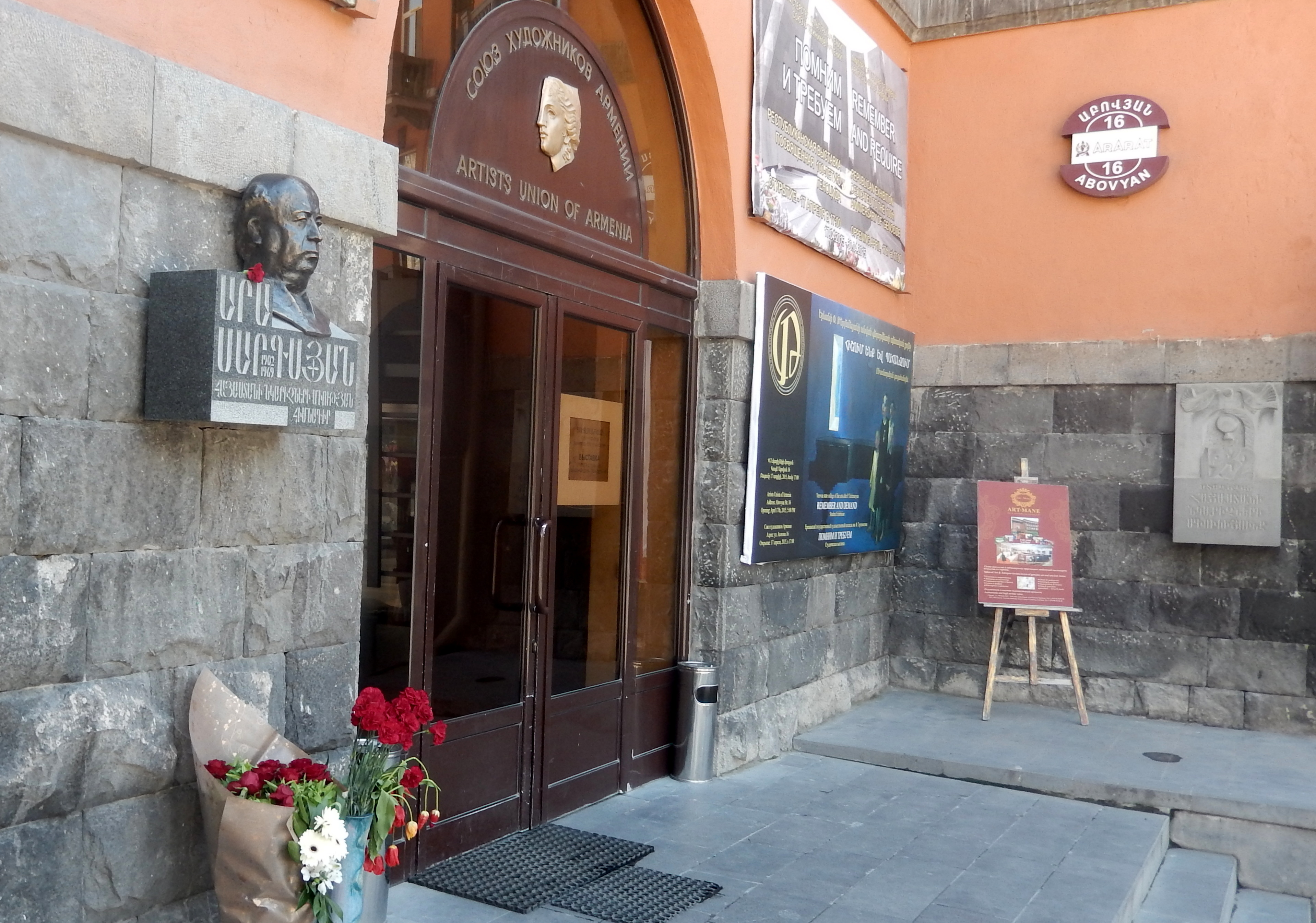
Здание Союза художников Армении

## Председатели
- Ара Саргсян — 1932—1937 гг.
- Мгер Абегян — 1939—1945 и 1967-68
- Мартирос Сарьян — 1945—1951 гг.
- Габриэл Гюрджян — 1951—1959 и 1968—1969
- Рубен Парсамян — 1959—1967 гг.
- Сурен Сафарян — 1969—1982 гг.
- Саргис Мурадян — 1982—1987 гг.
- Ара Шираз — 1987—1993 гг.
- Погос Айтаян — 1994—1998 гг.
- Карен Агамян — 1998—2018 гг.
- Сурен Сафарян — 2018[2]

## Галерея

Выставки в Союзе художников Армении
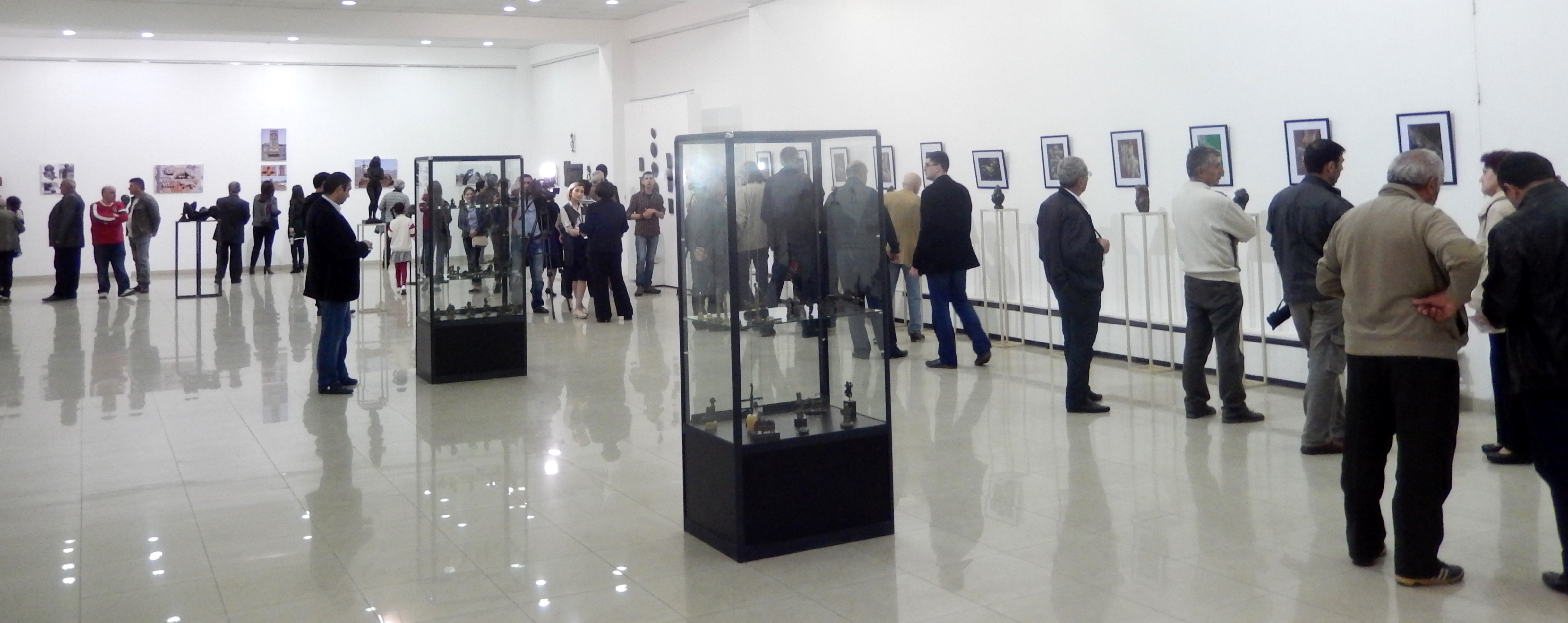
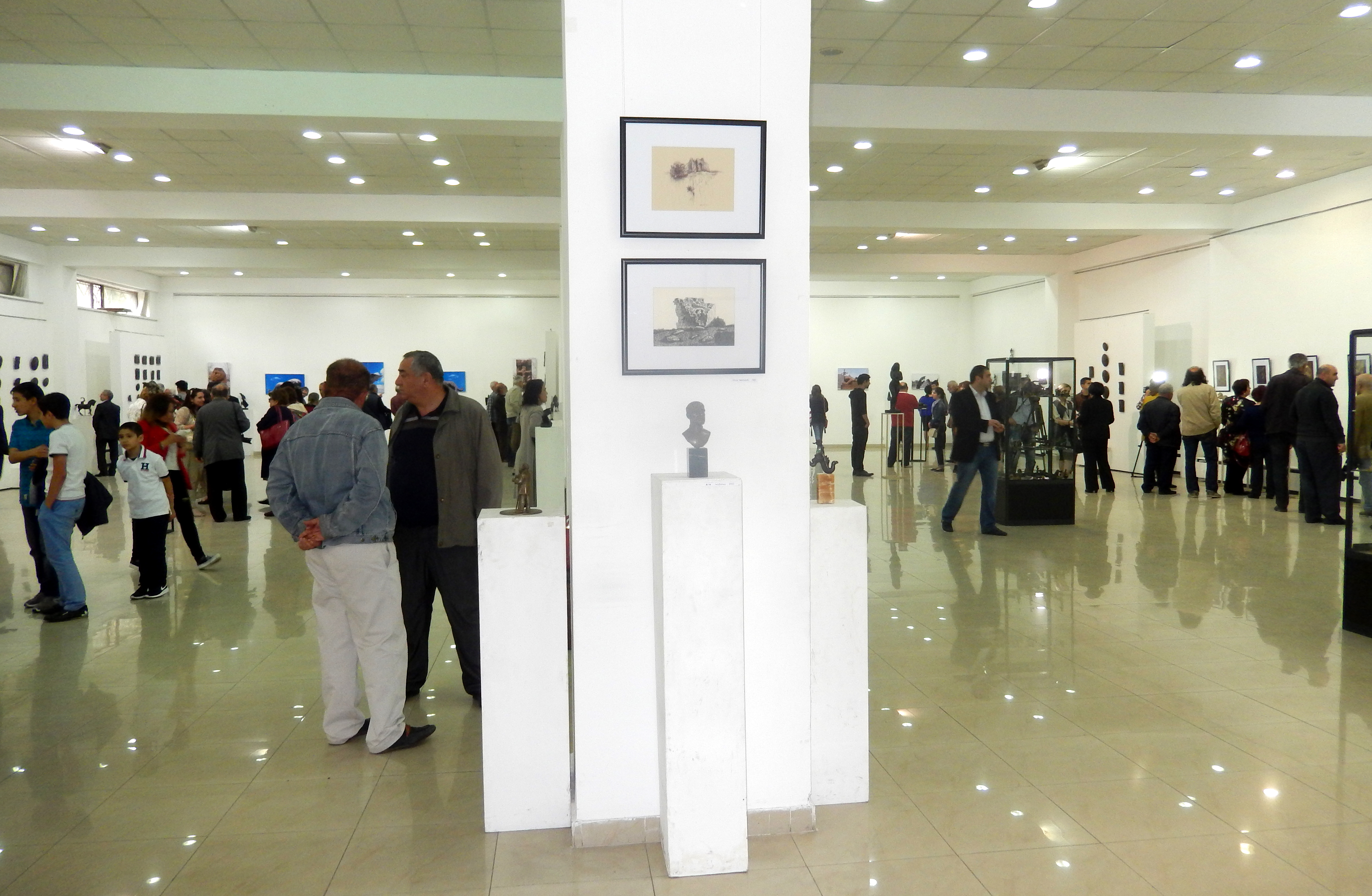
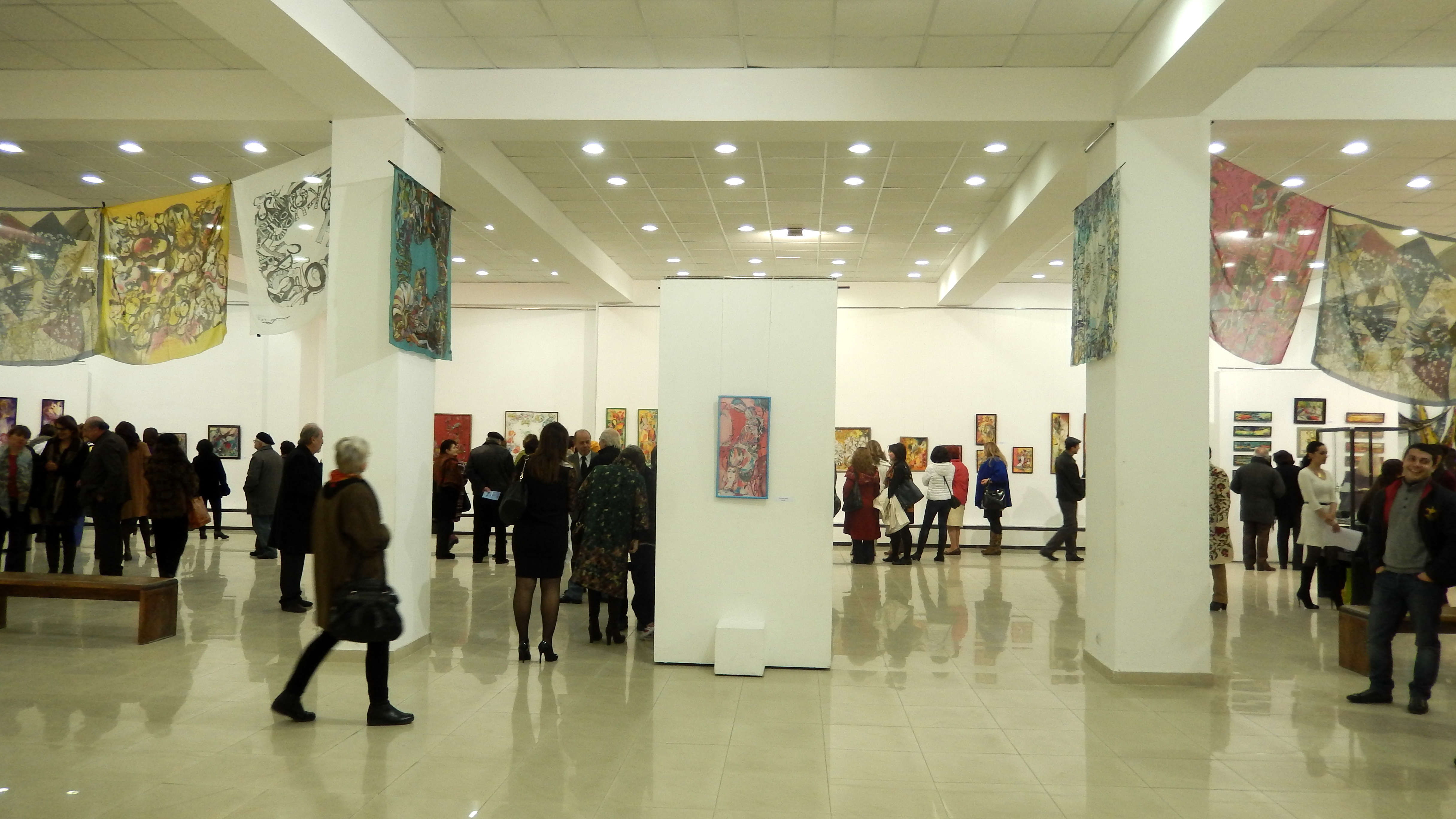
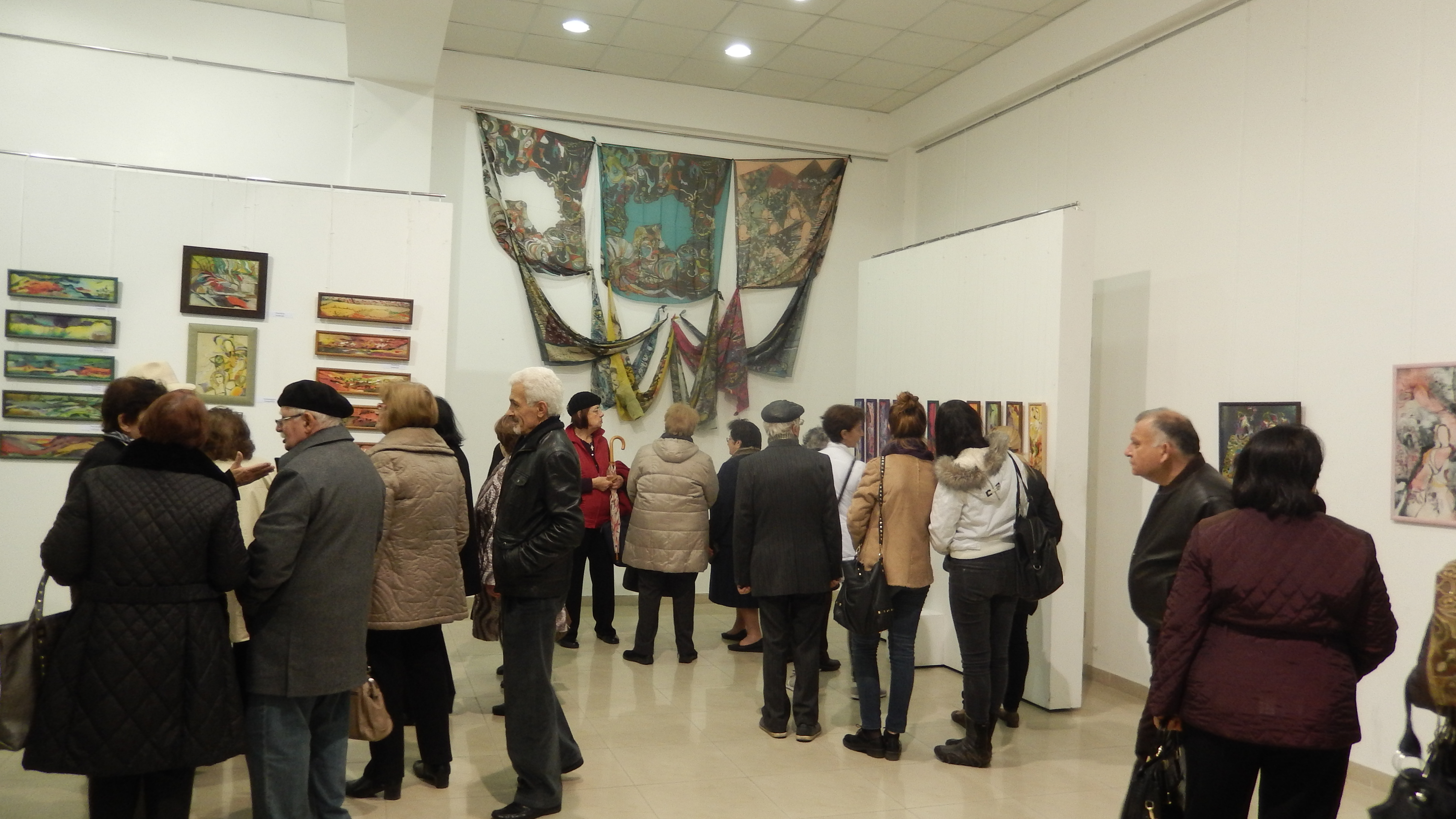
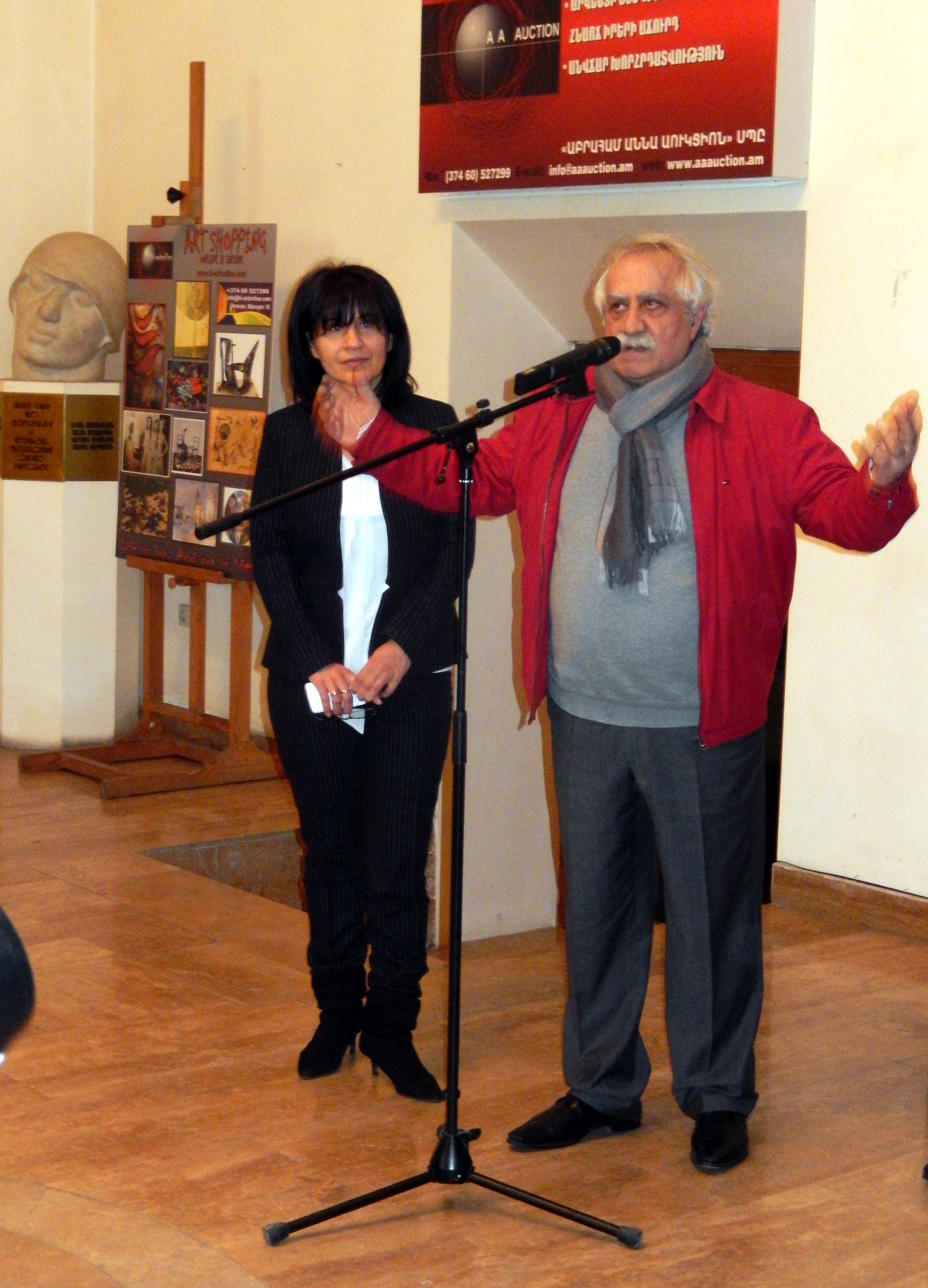
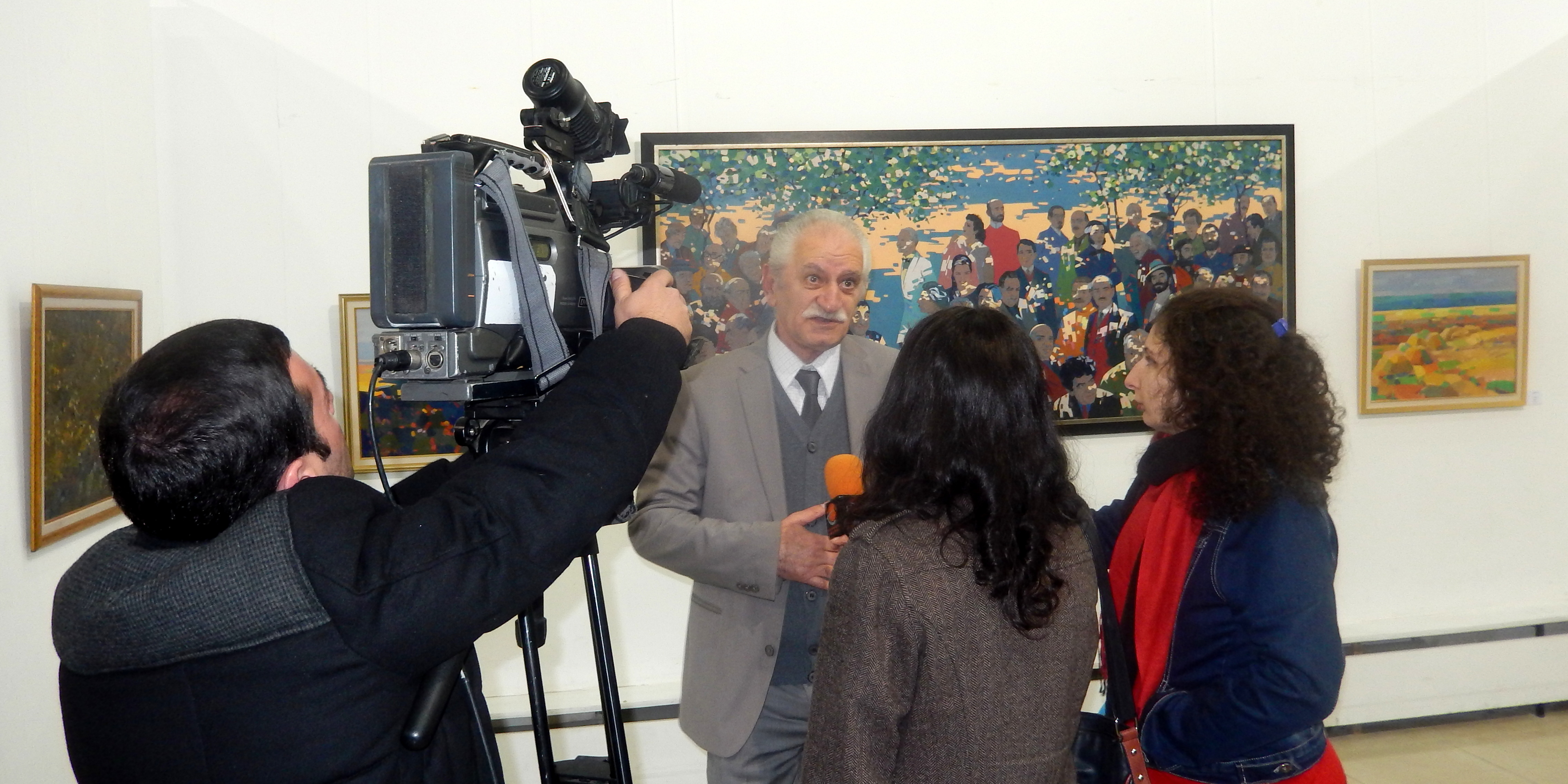
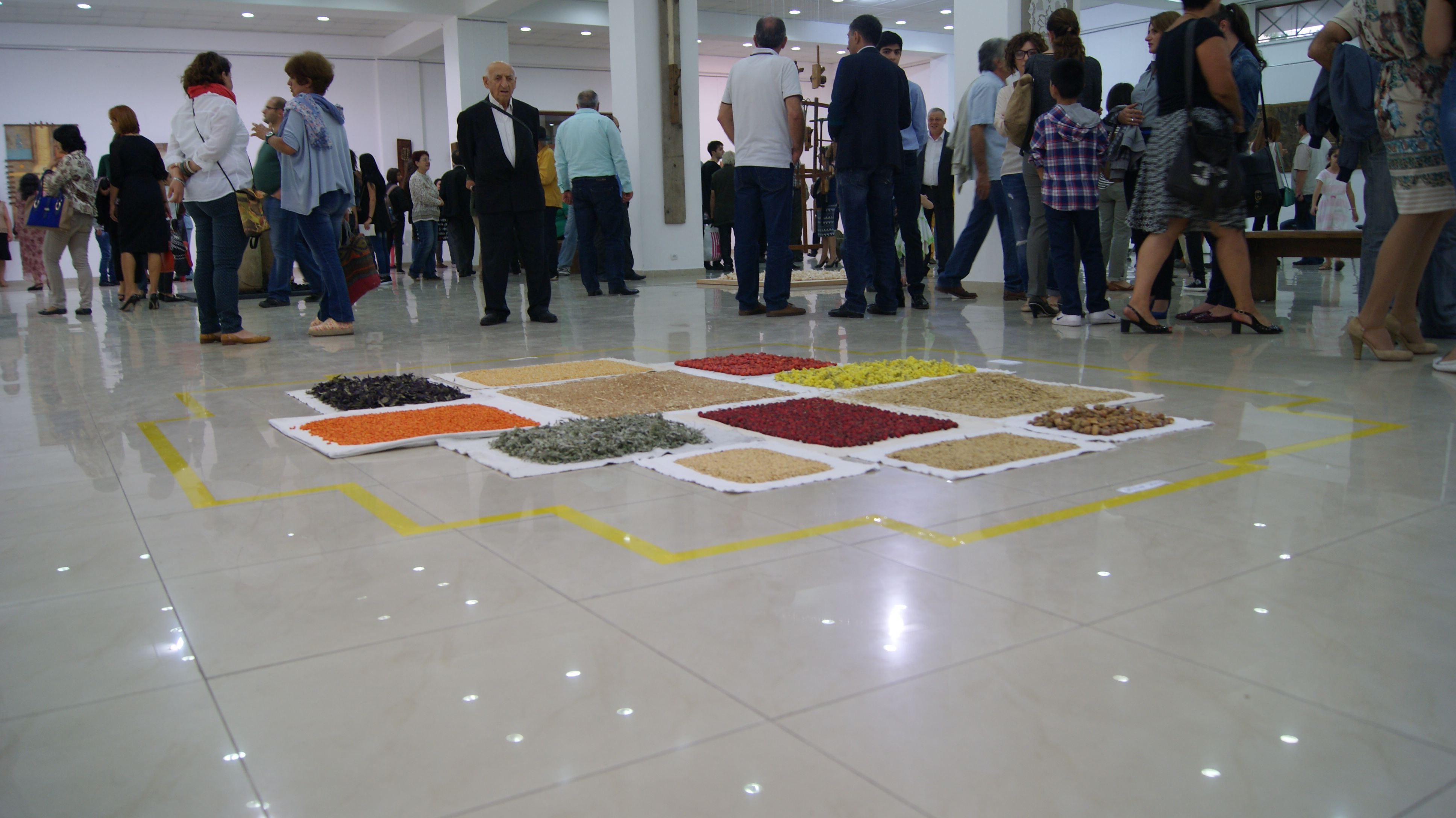
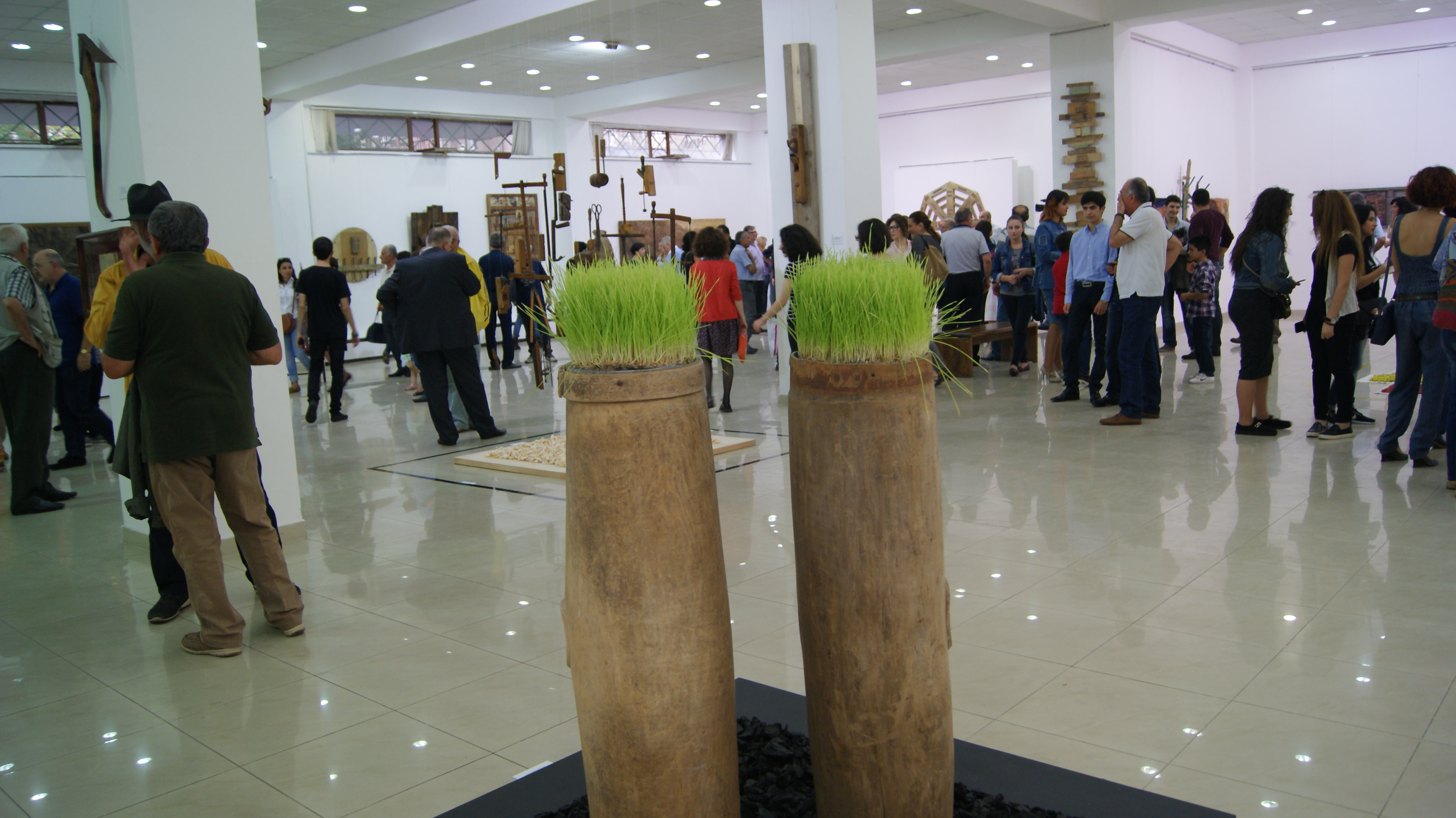